# Neyron
Neyron è un comune francese di 2 501 abitanti situato nel dipartimento dell'Ain della regione Alvernia-Rodano-Alpi.

## Società

### Evoluzione demografica
Abitanti censiti